# 新寮國國家體育場
新老撾國家體育場是一座位於寮國永珍的新綜合性體育場，於2009年啟用。它主要被使用來舉辦足球和田徑賽事。2009年東南亞運動會的開閉幕式都於此舉行。落成後，它取代了以前的寮國國家體育場。寮國國家體育中心位於距離永珍市中心16公里處，包含一座25000個座位的主體育場、一座2000個座位的室內水上運動中心、一座室外熱身池、一座包含有2000個座位的中央球場與6個外圍場地的網球中心、兩座3000個座位的室內體育場和一座有50個座位的室內射擊場。

## 外部連結
- FootballFans.eu: New Laos National Stadium
- Soccerway: New Laos National Stadium （页面存档备份，存于）
- Stadionwelt: Laos National Stadium
- World Stadiums: Laos National Stadium （页面存档备份，存于）
- Worldstadia: Laos National Stadium, Vientiane